# 冷阴极荧光灯管

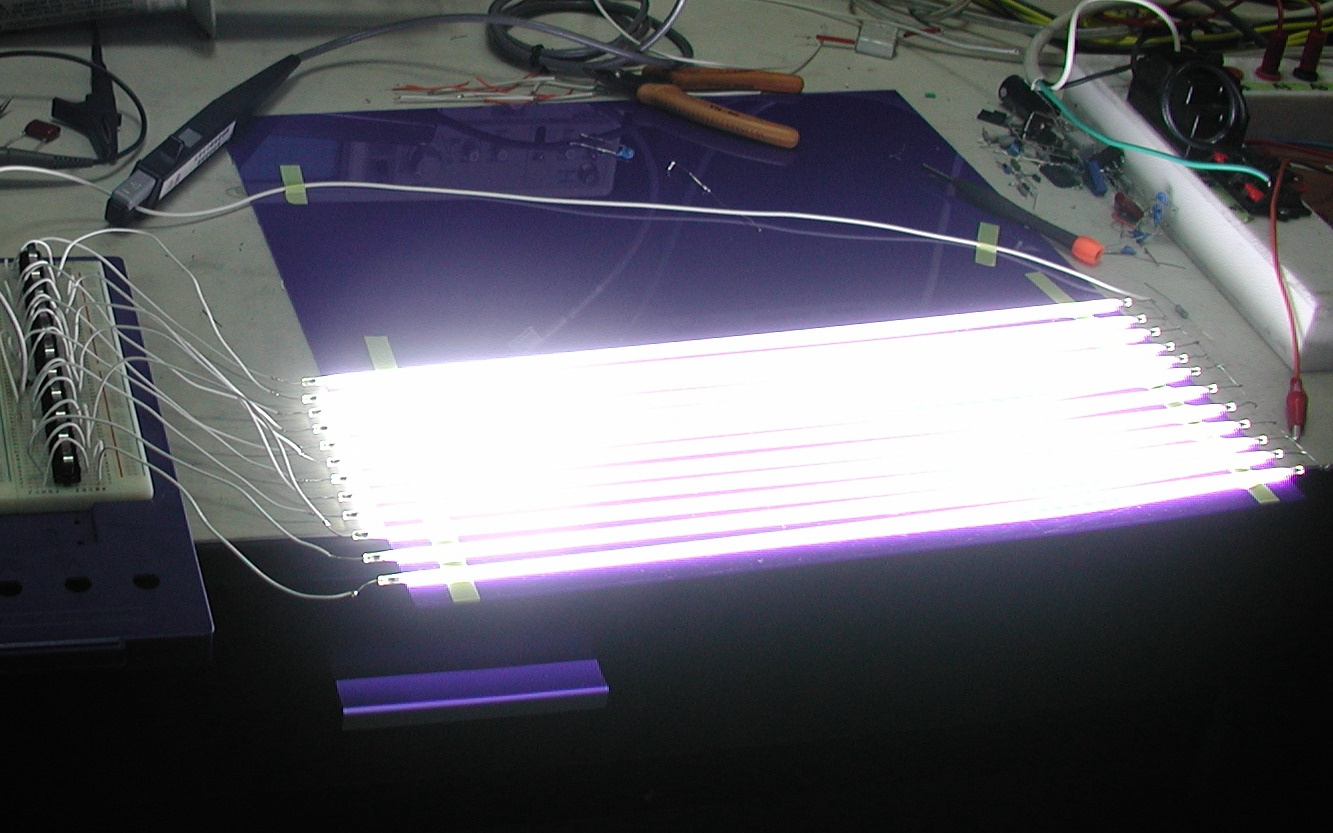
CCFL灯管

冷阴极荧光灯管（英文：Cold cathode fluorescent lamp，縮寫：CCFL）是一种无需加热阴极的荧光放电光源，使用高压电激发水银蒸汽产生紫外线。对于发射可见光的冷阴极荧光灯管，通过紫外线激发管内的荧光涂层以发出可见光。其原理和霓虹灯有相似之处，只是內部封入的氣體不同及有無荧光涂层。

冷阴极荧光灯管的“冷”是指其工作状态下，阴极发射的电子多于当前温度的热电子发射所能提供的电子。与之对应的是热阴极，它由通过灯丝的电流加热来发射热电子。冷阴极不一定在低温下工作：用于激发电子发射的高压电通常会将阴极加热到摄氏120度以上，但不足以发射热电子。

冷陰極燈管通常利用逆变器產生較高的電壓，達到氣體放電所需的電壓。因為電壓較高、同功率下的電流相對較低，因此溫度較低、壽命也較長。
早期液晶显示器都使用冷阴极荧光灯管作为背光元件，同时一些机箱改造者也会使用。
在相同的照明需求下，CCFL的汞使用量比T5燈管更少，又具備有耐點滅及壽命長的優點，而且光衰很少（不會因為長期使用而減低亮度）；缺點則是效率較差、而且點亮後要一段時間才達到最佳亮度。
2010年代後，冷阴极荧光灯管逐漸被發光二極管取代，這是因為LED在散熱效率演色性及成本上有所改進。但是LED必須使用DC或高頻PWM來調節亮度、才不會加速眼睛疲勞及視力退化（1250Hz以下明顯傷眼），CCFL有餘暉效應、使用低頻PWM調光並不會增加太多視力問題。
在照明工业裡，这个词通常指直径超过20毫米的，使用120到240微安电流的发光管。更大的产品通常作为通用照明用途。  而霓虹灯则指管径小于15毫米，并且通常电流约40微安的产品，这种产品通常作为指示用途。